# Пила (град)
Пѝла (на полски: Piła; на латински: Pila; на немски: Schneidemühl) е град в Полша, Великополско войводство. Административен център е на Пилски окръг. Обособен е в самостоятелна градска община с площ 102,68 км2.

## География
Градът се намира на граница между историческите области Крайна (част от Померания) и Великополша.
Разположен е край река Гвда в северната част на войводството.

## История
В периода (1975 – 1998) градът е столица на Пилското войводство.

## Население
Населението на града възлиза на 73 791 души (2017 г.). Гъстотата е 719 души/км2.
Демография:
| - 1563 – ок. 800 души - 1626 – ок 2000 души - 1677 – 1823 души - 1774 – 1322 души - 1816 – 1996 души - 1856 – 6060 души - 1880 – 11 623 души - 1910 – 26 126 души - 1939 – 45 791 души | - 1946 – 10 671 души - 1960 – 33 785 души - 1970 – 43 992 души - 1978 – 55 100 души - 1988 – 70 376 души - 1999 – 79 568 души - 2002 – 75 197 души - 2009 – 74 638 души - 2017 – 73 791 души |

## Административно деление
Административно градът е разделен на 9 микрорайона (ошедли).
- Гладишево
- Горне
- Замошч
- Кошице
- Мотилево
- Подляше
- Сташице
- Шрудмешче
- Ядвижин

## Личности
Родени в града:
- Вилфганг Алтенбург – немски генерал
- Карл Фридрих Горделер – немски политик
- Ервин Крамер – немски политик
- Бернард Шулце – немски художник
- Станислав Сташиц – полски писател, философ, географ и геолог

## Градове партньори
- Шателро, Франция
- Куксхафен, Германия
- Шверин, Германия
- Дмитров, Русия
- Кронщат, Русия

## Фотогалерия
- Паметник на Станислав Сташиц
- Къщата на Станислав Сташиц
- Край река Гвда
- Църква „Св. Антоний“
- Старата поща
- Полицейското училище
- Църква „Свети Семейства“
- Офицерско казино
- Дом на стелеца – днес: къща за гости
- Река Гвда в центъра на града
- Главната железопътна гара
- Кметството